# آووره
آووره (به سوئدی: Åre) یک منطقهٔ مسکونی در سوئد است که در بخش آووره واقع شده‌است. آووره ۱٫۶۷ کیلومترمربع مساحت و ۱٬۴۱۷ نفر جمعیت دارد.